# Зимняя рыбалка

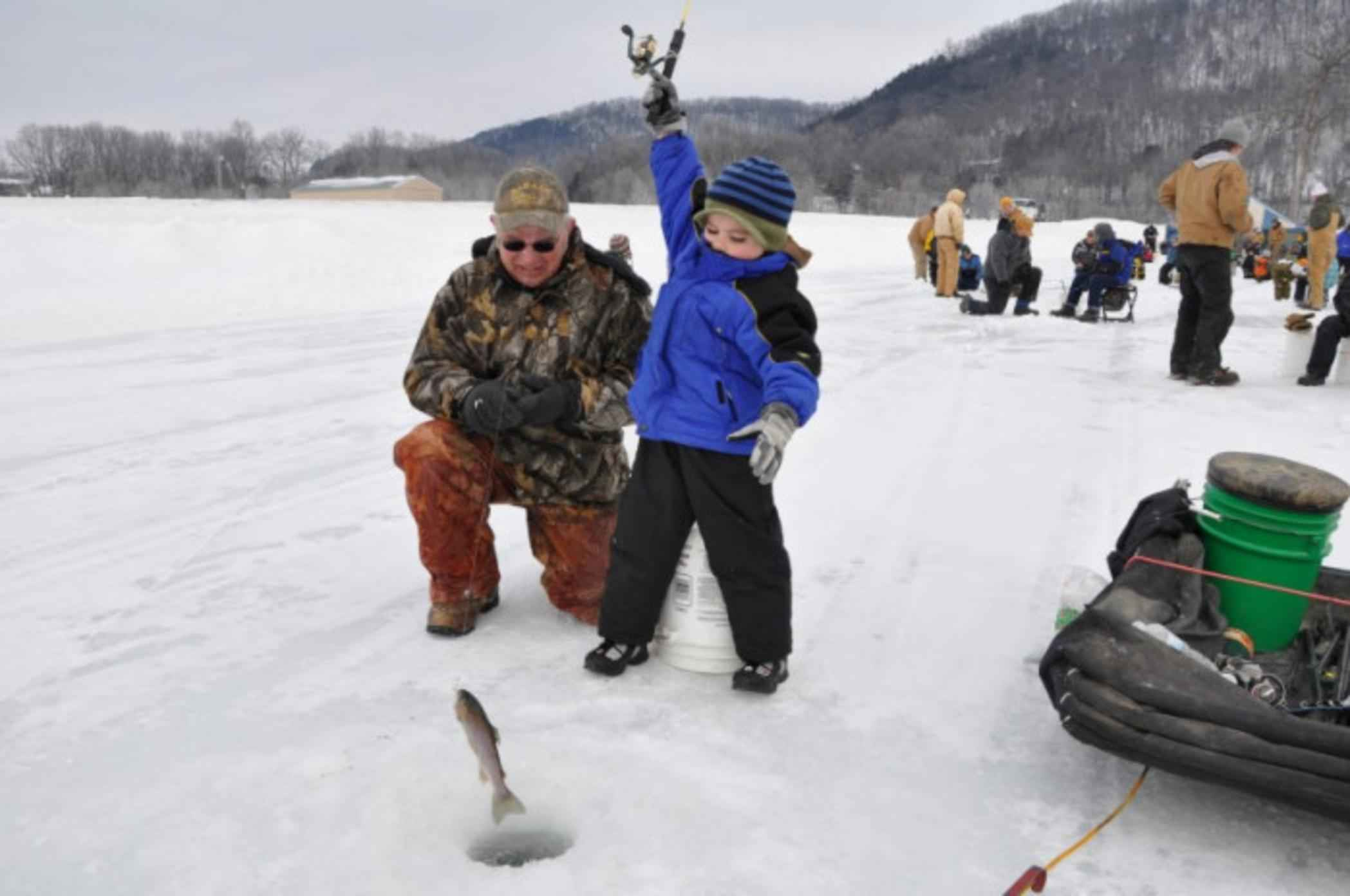
Зимняя рыбалка

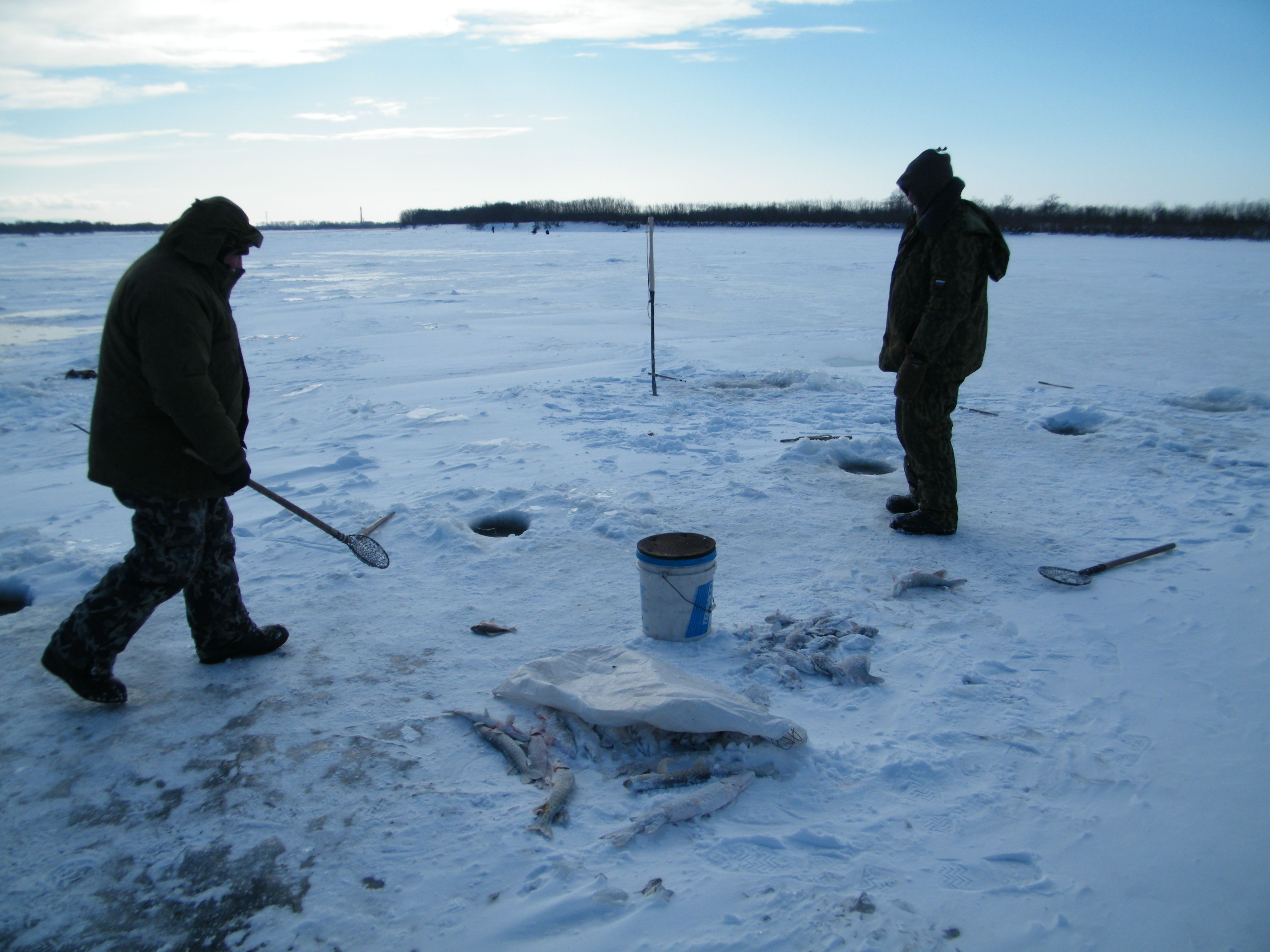
Лов амурской щуки на реке Тунгуска

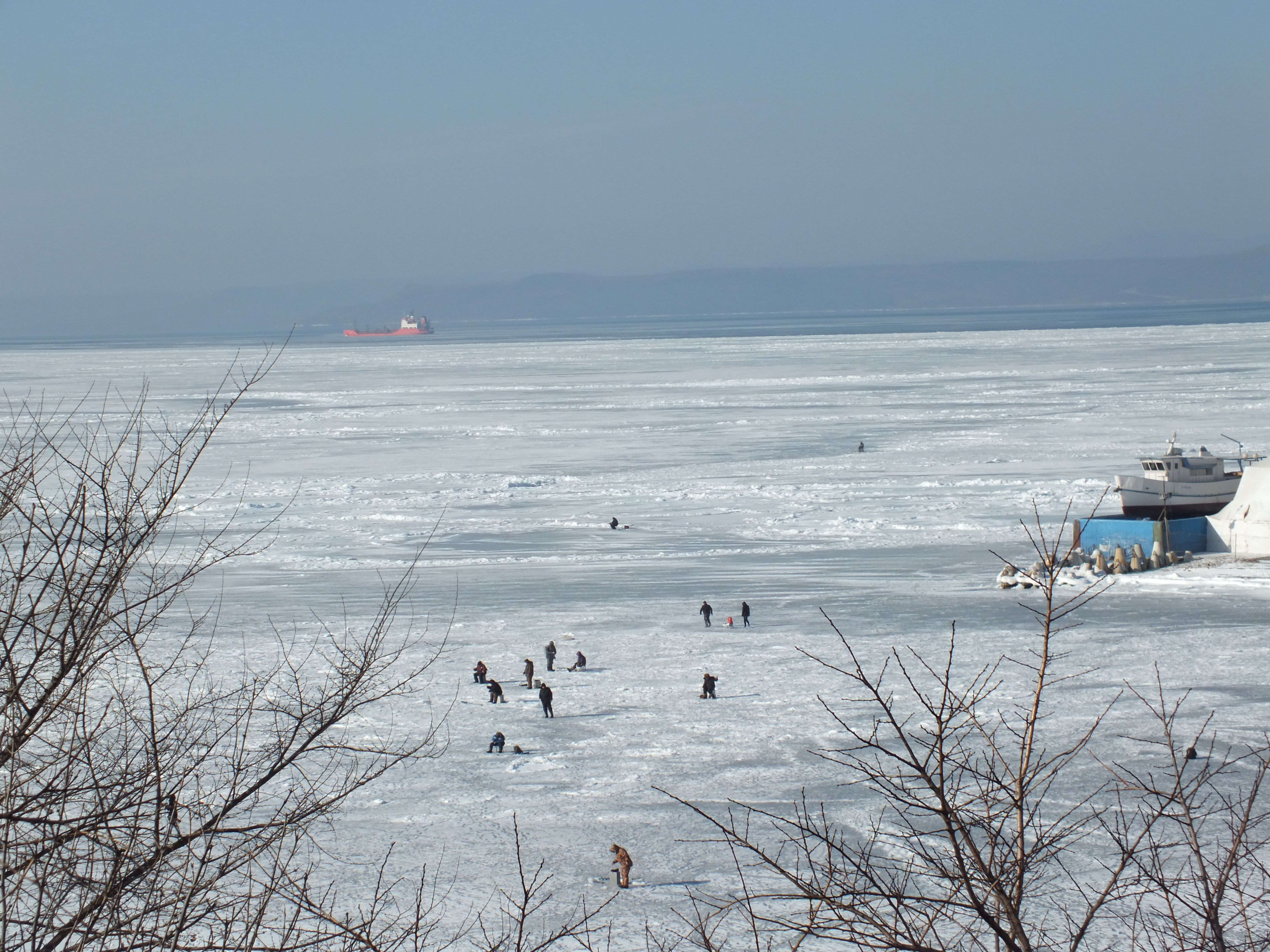
Владивосток. Рыбаки ловят корюшку на льду Амурского залива

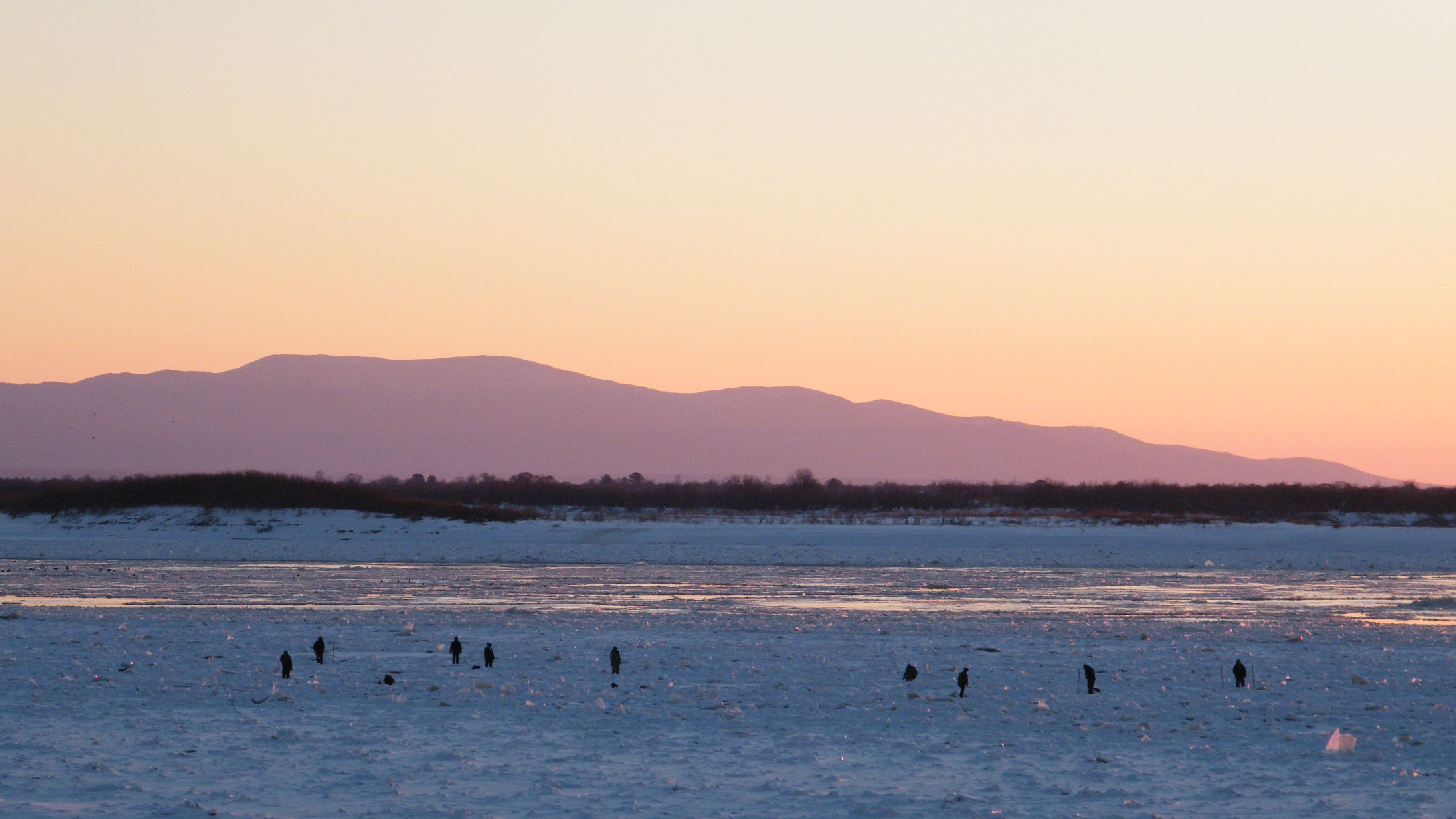
Амур ещё не встал, а рыбаки уже расположились на заберегах

Зи́мняя рыба́лка — рыбалка в зимний период, обычно на льду через лунку или прорубь. По неофициальной статистике поклонников зимнего лова в России больше, чем летнего.
Рыболовы-зимники выделяют сезоны — перволедье (конец осени — начало зимы), глухозимье (середина зимы) и последний лёд (окончание зимы — начало весны).
Зима для рыб начинается с перволедья, когда вода остывает и некоторые виды рыб теряют пищевую активность и впадают в спячку — карп, карась и другие теплолюбивые. Большая часть рыбы, в течение зимы остается активной, продолжает питаться и ловится на зимние снасти. Это прежде всего — судак, форель, щука, окунь, налим, плотва, лещ, подлещик, голец, хариус, сиг, ряпушка, ёрш, краснопёрка, густера, жерех, голавль, язь, сом и некоторые другие. Рыба уходит в тихие и глубокие места: старицы, заливы, подветренные берега, ямы, коряжник, островки подводной растительности, подводные ключи, русла притоков, оврагов. Рыба обычно держится в 1—3 м над дном. Связано это отчасти с тем, что наибольшую плотность вода имеет при +4 °C, поэтому зимой наиболее тёплая вода располагается у дна и имеет температуру около +4 °C. Рыбы являются хладнокровными животными и чтобы поддерживать свои обменные процессы на должном уровне, им надо греться.
Лёд делает доступными все места и глубины водоема, в том числе возможна «точечная» ловля среди коряг и кустов. Лов на прозрачном льду требует маскировки. Для этого можно расстелить на льду солому, камыш, ткань или использовать матовые пятна на льду. Обычно для лова лучше всего тёплая, безветренная, пасмурная погода.
Для наблюдения за поведением рыб можно использовать «водяной телескоп». Он представляет собой трубу, нижний конец которой защищён стеклом от попадания внутрь воды. Это приспособление позволяет вести наблюдение, сидя на ящике, а отражение от света, обычно падающего в лунку, не мешает наблюдению.
Весной (в конце марта, апреле) рыба становится подвижной, выходит с глубоких мест к поверхности и стремится к местам, где талая вода начинает просачиваться под лёд (к крутым склонам берегов, обращенных к югу-западу и югу). Это привлекает рыбаков, но и создаёт дополнительную опасность для них, так как весенний лёд непрочен.

## Наживки
Зимой рыба предпочитает следующие наживки: мотыль, червь, шитик (личинка ручейника), мормыш, короед, другие водные личинки и насекомые, глаз мелкого окуня, кусочки рыбы, кусочки кожи белой рыбы, живой малёк, мороженная тюлька. Используется также искусственная наживка, обычно ярких цветов.

## Виды лова

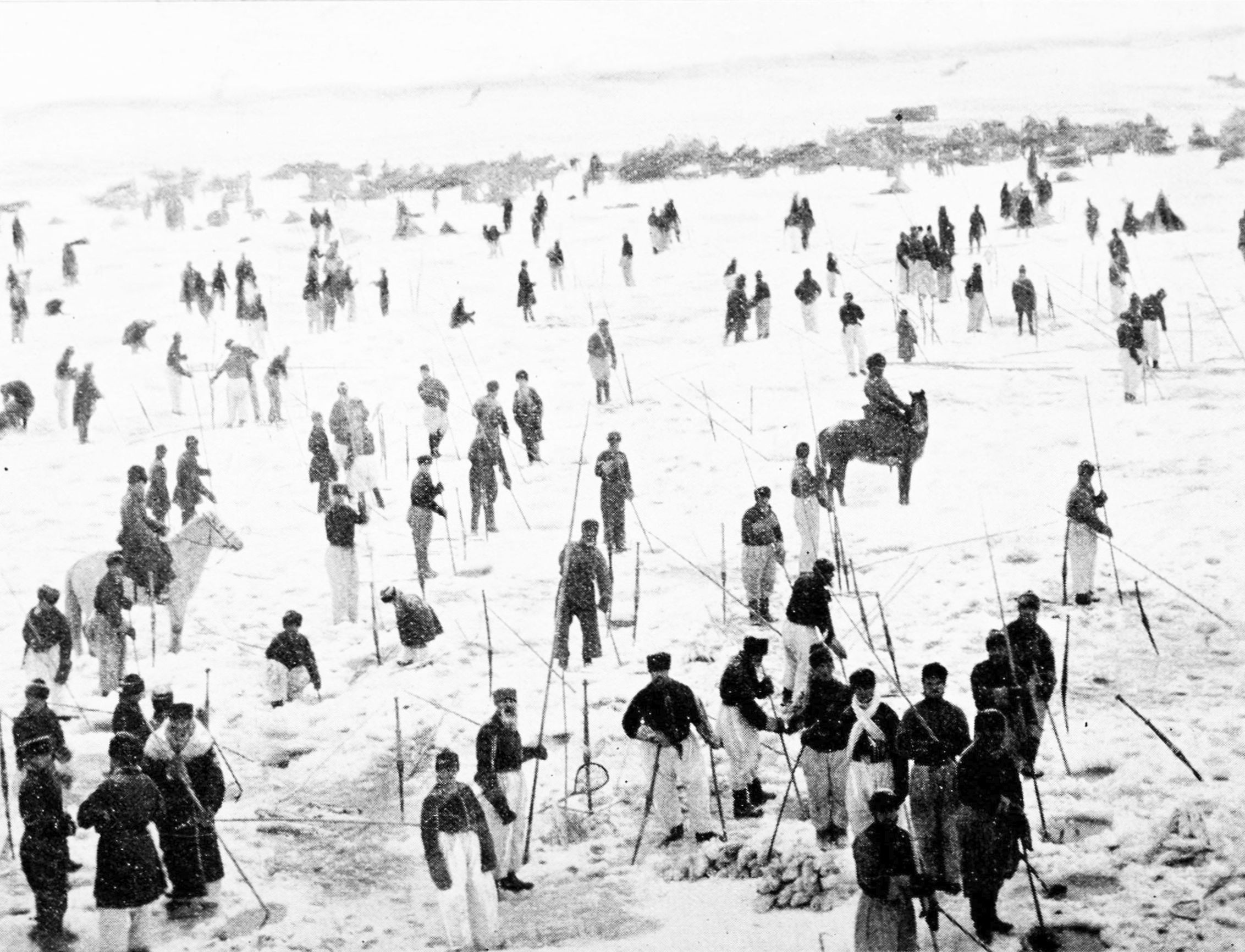
Зимняя рыбалка на реке Урал (1893 г.)

### Отвесное блеснение
При отвесном блеснении используют короткий удильник, который состоит из хлыстика и рукоятки, на которой крепится катушка. На кончик удильника устанавливается кивок, позволяющий увидеть прикосновение рыбы к блесне и произвести своевременную подсечку. Катушка дает возможность быстро смотать леску для смены места. Относится к активным средствам лова (требует непосредственного участия рыбака в подсечке рыбы).
Регулировкой или подбором определённого типа блесен добиваются их медленного, пологого планирования, во время которого блесна либо переваливается с боку на бок, либо меняет направление планирования.
Движение удильника, чтобы блесна играла, должны быть плавными, более короткими, чем при ловле на мормышку. Величина паузы может достигать 8 секунд. Для маскировки и облегчения вываживания следует затемнять лунки снегом.
Есть специальный вид блеснения — на фликер. Фликер представляет собой большую круглую блесну без крючков. Ниже фликера на поводке крепится несколько крючков с наживками. При вертикальном блеснении фликер, играя, привлекает рыбу с больших расстояний.
Главный объект ловли — окунь. Существует специальные приемы блеснения судака, щуки и налима. Иногда случаются поимки жереха, голавля, язя и леща. Окуня редко блеснят на одном месте более 5 минут, лунки бурят на расстоянии 4—5 метров одна от другой. Судака надо блеснить не менее 10—15 минут, лунки бурят на расстоянии 10—15 метров одна от другой. Часто из нескольких десятков лунок уловистыми становятся только 2—3.

### Лов на мормышку
Лов на мормышку — чисто русский прием, получивший распространение после Великой Отечественной войны, хотя в Москве он применялся ещё в 1930-е гг. Удильник для ловли на мормышку имеет длину не более 200 мм (вместе с рукояткой), вес — не более 125 г. На конце удильника закреплен чувствительный хлыстик («кивок»). Относится к активным средствам лова.
Место для ловли готовится особенно тщательно. Всю ледяную крошку и снег убирают вокруг лунок и помещают их за спину. Для защиты лесы и кивка от порывов ветра рыболов всегда располагается к нему спиной. Очень важно, чтобы под тяжестью мормышки леса в воде вытягивалась в прямую линию.
Приемы лова на мормышку гораздо более разнообразны, чем при отвесном блеснении. Мормышка, не в пример блесне, привлекает рыбу лишь с небольших расстояний, её колебания в воде далеко не передаются. Хорошо облавливать лунки мормышкой сразу после блеснения. Блесна издалека привлекает окуней, а поймать их легче мормышкой.
Главный объект ловли — окунь, лещ, плотва, ёрш.

### Лов на поплавочную удочку

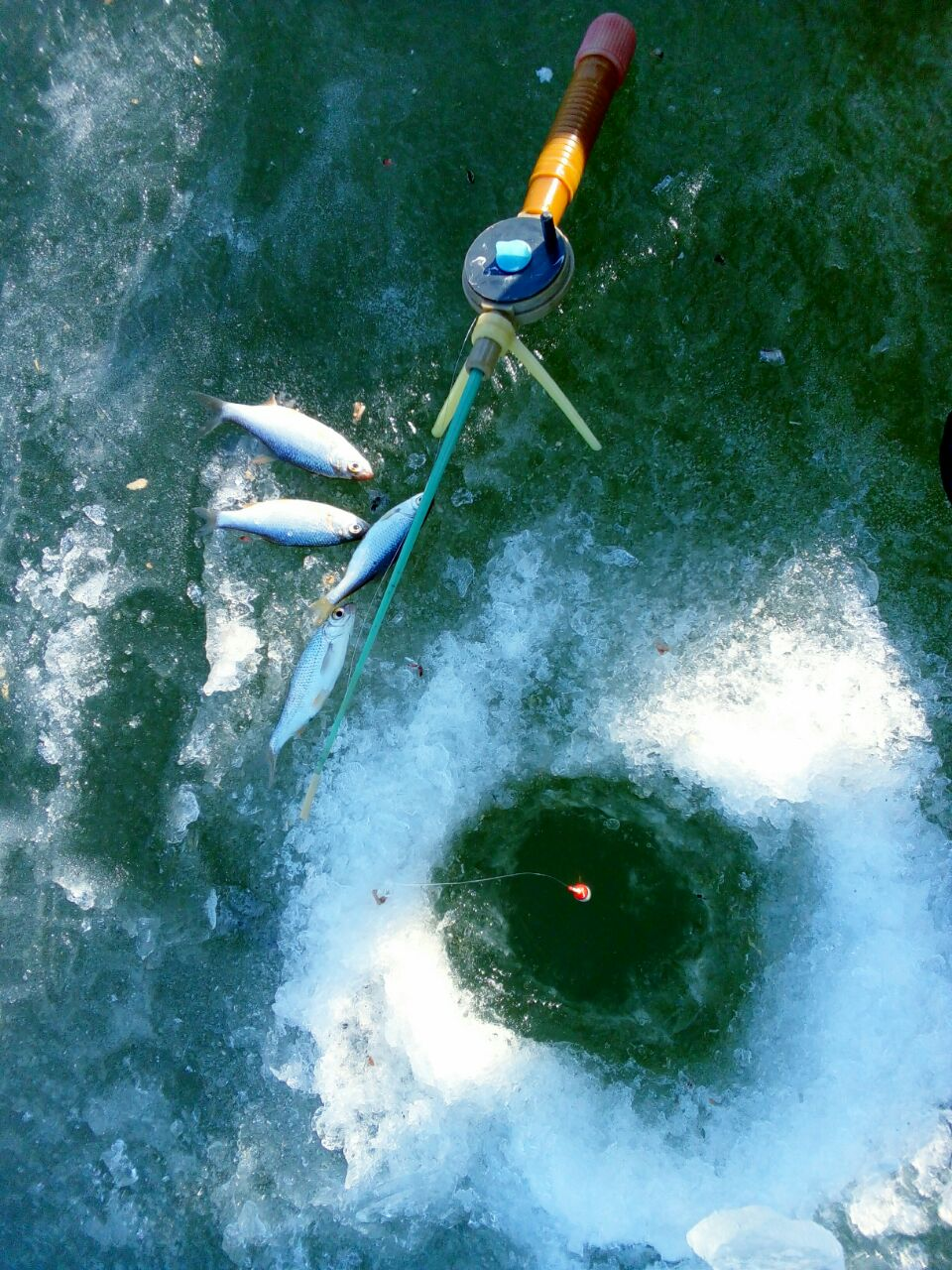
Подлёдная ловля на поплавочную удочку

Главным отличием ловли на поплавочную удочку со льда от других зимних способов является необходимость точного знания мест стоянок или хода рыбы, что можно определить только после поисков. Успешной бывает комбинированная ловля — на среднюю мормышку, которой играют в центральной лунке, привлекая рыбу к расположенным по сторонам поплавочным удочкам. Относится к активным средствам лова.
Поплавочная удочка имеет преимущество перед мормышкой — ловля может производиться на течение и большой глубине. Необходима особо тонкая регулировка комплекта «грузило-поплавок», что особенно важно зимой, когда рыба малоподвижна и наблюдаются слабые поклевки. Удочку часто оборудуют чувствительным кивком. Удильник должен быть морозостойкий, например, из винипласта или можжевельника.
Главный объект ловли — лещ, краснопёрка, густера и ёрш, а на малька — окунь и судак. Используют обычные зимние наживки, а при помехах в ловле из-за нападений ершей — плавленый сыр, тесто, мятый хлеб и перловку. Для отпугивания ерша применяют пережаренные ржаные сухари.

### Лов на донную удочку
При ловле на донку в качестве приманок применяют червей, мальков и кусочки рыбы. Иногда бывает, что на местах, где водится крупная рыба, кружится много мелочи, которая мешает лову. В этом случае на расстоянии 1—2 метра от основных лунок сверлят ещё одну лунку, в которую опускают тесто с ватой и подвешивают в 15—20 см над дном; сюда и уходит мелочь. Относится к пассивным средствам лова (не требует непосредственного участия рыбака в подсечке рыбы).
Главный объект ловли — лещ, окунь, судак.

### Лов на удочку-перевёртку
Удочка-перевёртка используется для ловли окуней на малька. Удочка состоит из удильника, пенопластовой рукоятки, конец которой окрашен в красный цвет и спицы продеты сквозь рукоятку. В лунку опускается леска с крючком, приманкой, грузилом и поплавком. Рукоятка кладётся рядом с лункой. При поклёвке удочка утягивается в лунку, но повисает на спице красной частью ручкой вверх. Возможна ловля на 4—5 удочек одновременно, установленных в шахматном порядке на расстоянии 4—5 метров друг от друга. Относится к пассивным средствам лова.

### Лов на жерлицу
Для ловли на живца применяют зимние жерлицы. Лучшие живцы — уклейка, ельц, пескарь, голавлик, краснопёрка. Главный объект лова — щука, судак. Относится к пассивным средствам лова.

### Лов на самодур
Самодур (или самолов) — это снасть, представляющая собой разнообразные по конструкции системы из основной лески и съемного подлеска, называемого в некоторых местах ставкой. К примеру, ставка-леска с конечным грузилом, на которую иногда на коротких поводках, а иногда и вовсе без поводков привязаны небольшие блёсенки или крючки с искусственными приманками в виде ниток, перышек, цветного поролона, и т. п.
Зимняя удочка-самодур представляет собой ручку-мотовильце, изготовленной (вырезанной) из плотного пенопласта, с коротким жёстким удилищем (20—30 см), например, из бамбуковой рейки.
Грузило привязывают в самом низу снасти. Вес грузила напрямую зависит от глубин в месте лова — чем больше глубина, тем грузило тяжелее. Длина лески с крючками не должна превышать 170—180 сантиметров, иначе её использование неудобно. Расстояние между крючками делают обычно 15—30 см. Основную леску (без крючков) часто используют более толстую. Для рыбалки на море применяют белые крючки с удлиненным цевьём.
Подобная снасть широко применяется, к примеру, при ловле корюшки, мелкой наваги, сельди. Рыбак делает спокойные маховые движения, что заставляет играть в воде крючки и по характеру усилия на леске чувствовать пойманную рыбу. Часто ловят с двух лунок одновременно двумя удочками, стоя или сидя между ними и делая попеременные махи.

## Специальное снаряжение
- Рыболовный ледобур
- Пешня

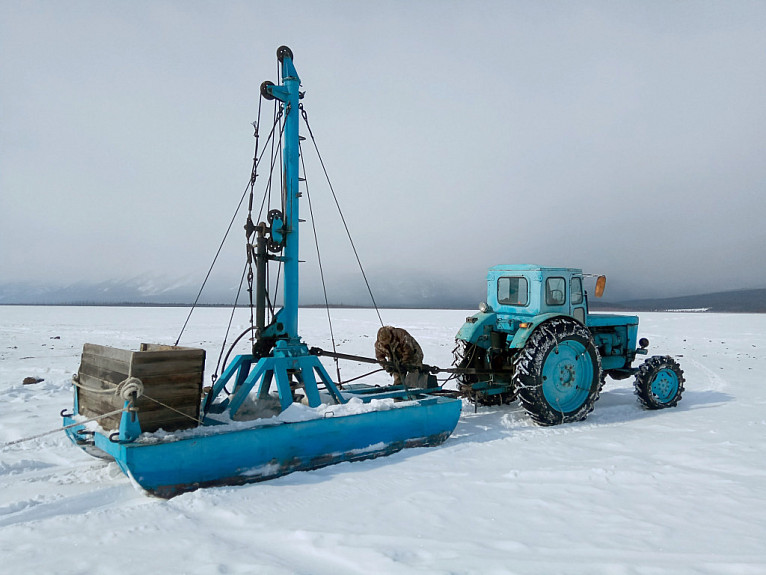
Трактор и установка для бурения лунок для зимней рыбалки

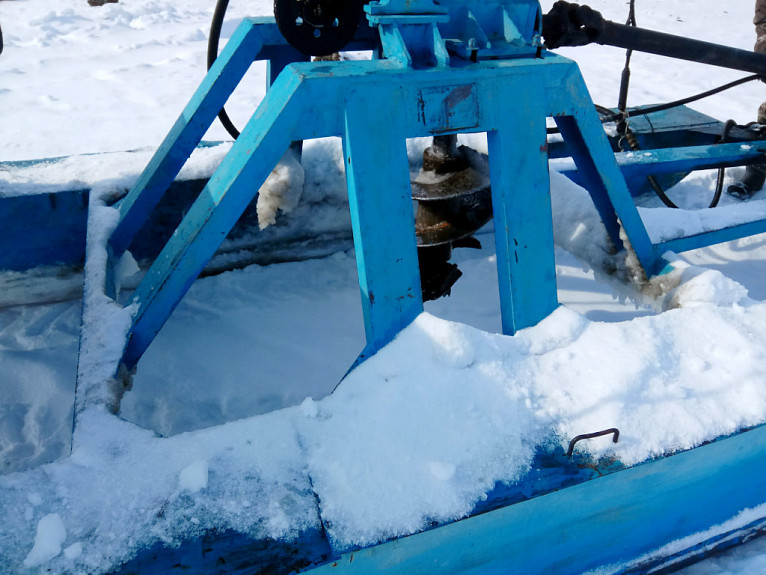
Ледоруб для бурения лунок

- Ложка-шумовка с длинной ручкой для вычерпывания шуги из лунки.
- Багорик — для вытаскивания крупной рыбы из лунки
- Мотыльница — пенопластовая или деревянная коробочка с плотно закрывающей крышкой с отверстиями. Крышка придерживается резинкой и делается открывающейся, а не сдвигающейся или снимающейся. Держать мотыльницу рекомендуется во внутреннем кармане куртки. При ходьбе стоит перекладывать мотыльницу во внешний карман куртки, чтобы не «зажарить» мотыля.
- Рюкзак для снаряжения и улова.
- Стул. В качестве стула можно использовать ящик для снаряжения. Альтернативный вариант — складной стул, легко умещающийся в рюкзак.
- Санки необходимы для перевозки рюкзака, ящика для снаряжения и улова, а также могут использоваться как стул, стол и кровать рыболова. Санки делятся на складные и нескладные. Первые удобны для перевозки в транспорте, вторые более удобны в эксплуатации.
- Лыжи повышают скорость и безопасность передвижения по льду. Лыжи должны быть широкими, не очень длинными. Крепления должны быть мягкими, чтобы можно было ходить на лыжах в валенках или унтах.
- Спасалки — элемент самостраховки.

## Техника безопасности
1. Со льда толщиной менее 5 см (длина спичечного коробка[какого?]) ловить нельзя.
2. Лёд, покрытый снегом, требует осторожности. При первом же появлении трещин следует быстро, но спокойно, стараясь не отрывать ноги ото льда, мелким, скользящим шагом отойти от опасного места.
3. Нельзя останавливаться на участках потрескавшегося или тонкого льда.
4. Не следует выходить в оттепель на лёд толщиной менее 8 см.
5. Крайне желателен напарник, особенно в малолюдных местах (поможет выбраться или позвать на помощь).

Мелководные водоемы замерзают раньше на 15—20 дней, чем глубокие. Даже на одном и том же водоеме над глубинами лёд образуется позднее, чем над мелкими местами. На реках ледяной покров неодинаков, он тем тоньше, чем сильнее течение.
Прозрачный, темный лёд прочнее белого или мутного. Но следует остерегаться участков с почти чёрным льдом, особенно темных пятен, покрытых кристаллами изморози или морозным узором — здесь лёд может оказаться очень тонким. Если на льду лежит тонкий снег, то темные его участки могут указывать на то, что он пропитан водой и лёд под ним очень тонкий.
По весеннему льду следует ходить с особой осторожностью. Лучше всего двигаться по ранее проложенным тропкам и следам. Сильный ветер может отодвинуть лёд от берега, что может затруднить возвращение. Тёмный весенний лёд вдвое слабее, чем белый.
На ранний и весенний лёд рекомендуется выходить в спасательном жилете. В любое время рекомендуется иметь с собой «спасалки». Они представляют собой пластмассовые рукоятки, из которых на несколько сантиметров торчат заострённые металлические шипы. В комплект всегда входят две «спасалки», соединённые верёвкой. Они всегда должны висеть у вас на шее. Если вы провалитесь, они помогут вылезти вам на кромку льда. Вылезать необходимо в сторону, откуда вы пришли. Вставать сразу нельзя, необходимо проползти минимум 10 метров от полыньи. Необходимо как можно быстрее отжать одежду и мелкой трусцой бежать к костру, в ближайшую деревню или к машине.
Для весеннего лова рекомендуется купить специальный спасательный комбинезон. Водонепроницаемый комбинезон оранжевого цвета имеет специальные шипы, которые позволяют зацепиться и вылезти на лед. Известным производителем подобных комбинезонов является Норвегия.
При передвижении по неизвестному льду рекомендуется нести на плече рыболовный ледобур. В случае если вы провалитесь, ледобур может лечь на края полыньи и поможет вам выбраться из неё.
Алкогольные напитки употреблять на льду не рекомендуется. Это вызывает иллюзию тепла, а на самом деле расширяет поверхностные сосуды, тем самым повышая теплоотдачу организма, что может привести к переохлаждению и смерти. Также употребление спиртного может вызвать опасное поведение и пренебрежение правилами безопасности.